# Lasioptera graciliforceps
Lasioptera graciliforceps är en tvåvingeart som beskrevs av Jean-Jacques Kieffer och Jörgensen 1910. Lasioptera graciliforceps ingår i släktet Lasioptera och familjen gallmyggor. Inga underarter finns listade i Catalogue of Life.